# Gamajalela
Gamajalela is een dorp in het district Southern in Botswana. De plaats telt 437 inwoners (2011).